# ماسکفا
ماسکفا (به اسپانیایی: Masquefa) یک شهرستان در اسپانیا است که در کاتالونیا واقع شده‌است.

## خصوصیات
ماسکفا ۱۷٫۰۶ کیلومترمربع مساحت و ۷٬۷۴۷ نفر جمعیت دارد و ۲۵۷ متر بالاتر از سطح دریا واقع شده‌است.